# Lars Borgeling
Lars Borgeling (Alemania, 16 de abril de 1979) es un atleta alemán retirado especializado en la prueba de salto con pértiga, en la que ha conseguido ser subcampeón europeo en 2002.

## Carrera deportiva
En el Campeonato Europeo de Atletismo de 2002 ganó la medalla de plata en el salto con pértiga, con un salto por encima de 5.80 metros, quedando en el podio tras el israelí Aleksandr Averbukh (oro con 5.85 m) y por delante de su compatriota alemán  Tim Lobinger (también 5.80 m pero en más intentos).